# Route magistrale 37 (Serbie)
Pour les articles homonymes, voir M37 et Route 37.
La Route Magistrale 37 (en serbe : Државни пут ІВ реда број 37, Državni put IB reda broj 37 ; Магистрала број 37, Magistrala broj 37) est une route nationale de Serbie qui relie entre elles le village serbe de Selište passant par la ville serbe Bor jusqu’au village de Vražogrnac près de Zaječar.
À ce jour, elle ne comporte aucune section autoroutière (Voie Rapide en 2 x 2 voies).